# Scoloplos armiger
Scoloplos armiger (лат.) — вид морских многощетинковых червей из семейства Orbiniidae. В ископаемом состоянии неизвестен. Типовой вид своего рода. Длина тела до 12 см. Населяют Арктику, Северную Атлантику, Средиземноморье и Индо-Тихоокеанский регион, от тропических до полярных вод. Обитают в эстуарных и прибрежных районах вдоль прибрежной зоны во всех типах донных осадков, но чаще всего в мелком или не слишком крупном песке, содержащем до 40 процентов ила. Детритофаг, как кормящийся илом в положении вниз головой. Известно, что эти червем питаются четырёхбугорчатая камбала (Pleuronectes quadrituberculatus) и желтохвостая лиманда (Limanda ferruginea). Безвреден для человека, объектом промысла не является, охранный статус вида не установлен.